# Бронье
Бронье — озеро в сельском поселении Муниципальное образование «Себежское» (Глембочинская волость) Себежского района Псковской области, на границе с городским поселением Муниципальное образование «Сосновый Бор».
Озеро находится на территории Себежского национального парка.
Площадь — 2,0 км² (204,0 га, с островами — 207 га). Максимальная глубина — 4,0 м, средняя глубина — 2,0 м.
На берегу озера расположена деревня Букатино.
Проточное. Через озёра (Ница, Мотяж, Нечерица) и реки (Мотяжница, Свольна и Дрисса) соединяется с рекой Западная Двина.
Тип озера плотвично-окуневый с лещом. Массовые виды рыб: щука, плотва, окунь, лещ, красноперка, язь, густера, линь, карась, ерш, налим, угорь, вьюн.
Для озера характерны: преимущественно илистое дно, есть небольшие участки с песком и заиленным песком, коряги, сплавины, бывают заморы, низкие и отлогие берега, в прибрежье — леса, болото, луга.